# Nicolae Pavelescu
Nicolae Pavelescu (n. 21 septembrie 1961, Topoloveni, România) este un deputat român, ales în 2020 din partea PSD. 
Este cunoscut pentru perioada în care a fost lider sindical la uzina Dacia Renault din Pitești. În perioada 1996-2020 a fost președinte Sindicat Automobile Dacia. În aceeași perioadă a fost președintele BNS, filiala Argeș, gestionând organizarea și coordonarea activității organizației.  
De profesie este inginer mecanic. A absolvit Institutul Politehnic București, Facultatea Tehnologia Construcțiilor de Mașini. Este absolvent al Liceului Nicolae Bălcescu din Pitești.  